# Daiana Silva
Daiana Silva est une joueuse internationale argentine de rink hockey, née le 24 avril 1990.

## Palmarès
En 2016, elle participe au championnat du monde.